# Ronald Zoodsma
Ronald Zoodsma (Sneek, 5 settembre 1966) è un allenatore di pallavolo ed ex pallavolista olandese, di ruolo schiacciatore.

## Palmarès

### Club
- Campionato olandese: 4

1985-86, 1986-87, 1987-88, 2000-01
- Campionato tedesco dell'Ovest: 1

1998-99
- Coppa dei Paesi Bassi: 6

1985-86, 1986-87, 1987-88, 1997-98, 1998-99, 1999-00
- Supercoppa olandese: 3

1997, 1998, 2000
- Coppa delle Coppe: 1

1991-92